# José del Castillo

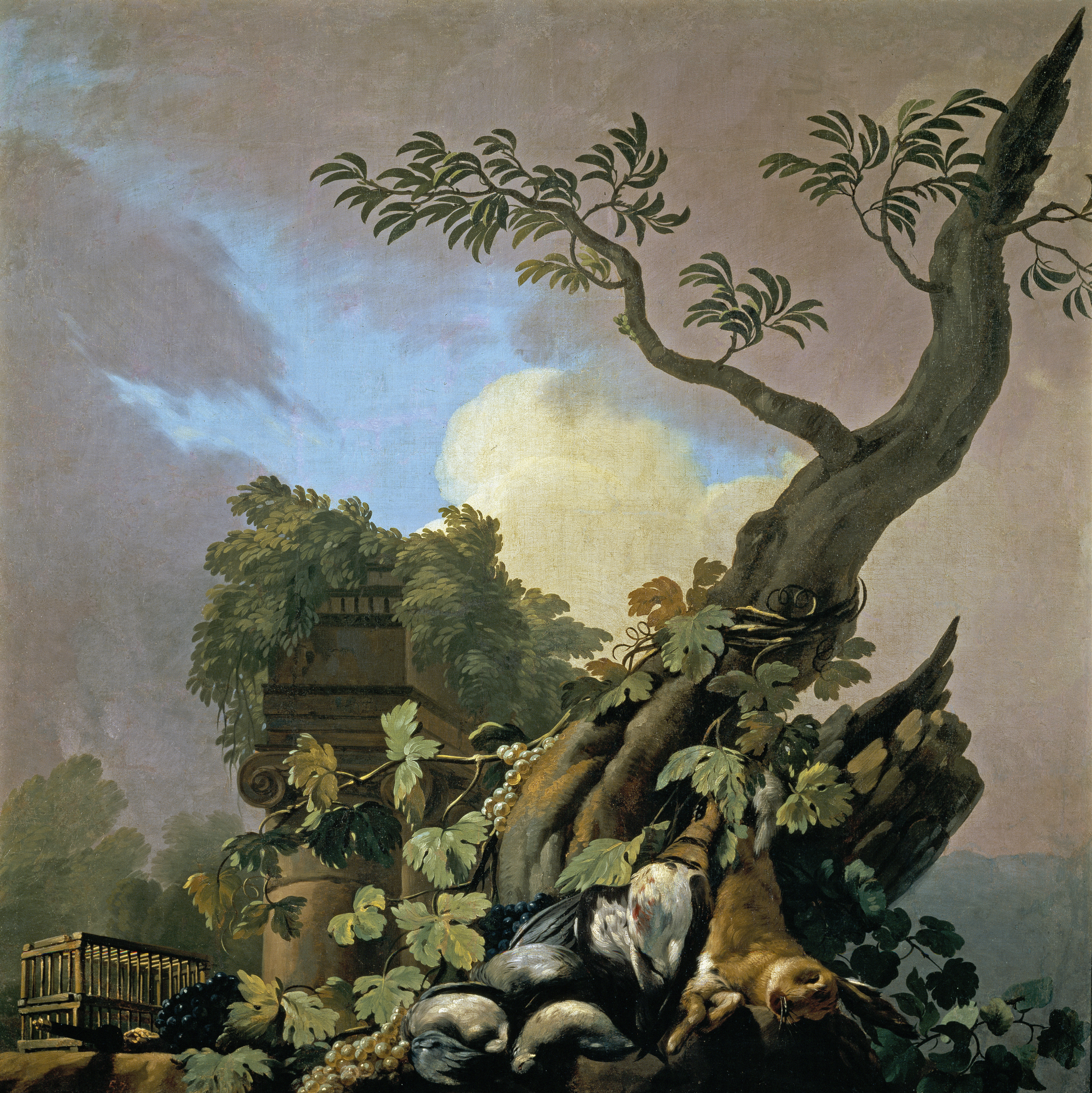
Bodegón de caza con aves y liebre, óleo sobre lienzo, 134 x 134 cm, Madrid, Museo del Prado.

José del Castillo (Madrid, 14 de octubre de 1737-Madrid, 5 de octubre de 1793) fue un pintor y grabador neoclásico español.

## Biografía
Desde los diez años comenzó a asistir a las clases de dibujo de la Junta Preparatoria de la Real Academia de Bellas Artes de San Fernando, con suficiente aplicación como para que, en 1751, el ministro José de Carvajal y Lancaster lo pensionara, de su peculio, para estudiar en Roma bajo la dirección de Conrado Giaquinto; así fue hasta la venida de Giaquinto a Madrid, llamado en 1753 por Fernando VI. Le acompañó Castillo quien volvió a sus estudios en la Academia de San Fernando, en cuyo concurso de 1756 ganó la medalla de oro y la pensión oficial en Roma en 1758, a donde marchó de nuevo recién casado. Coincidió allí con Juan de Villanueva, viajando por Italia, hasta que en 1764 regresó a Madrid.

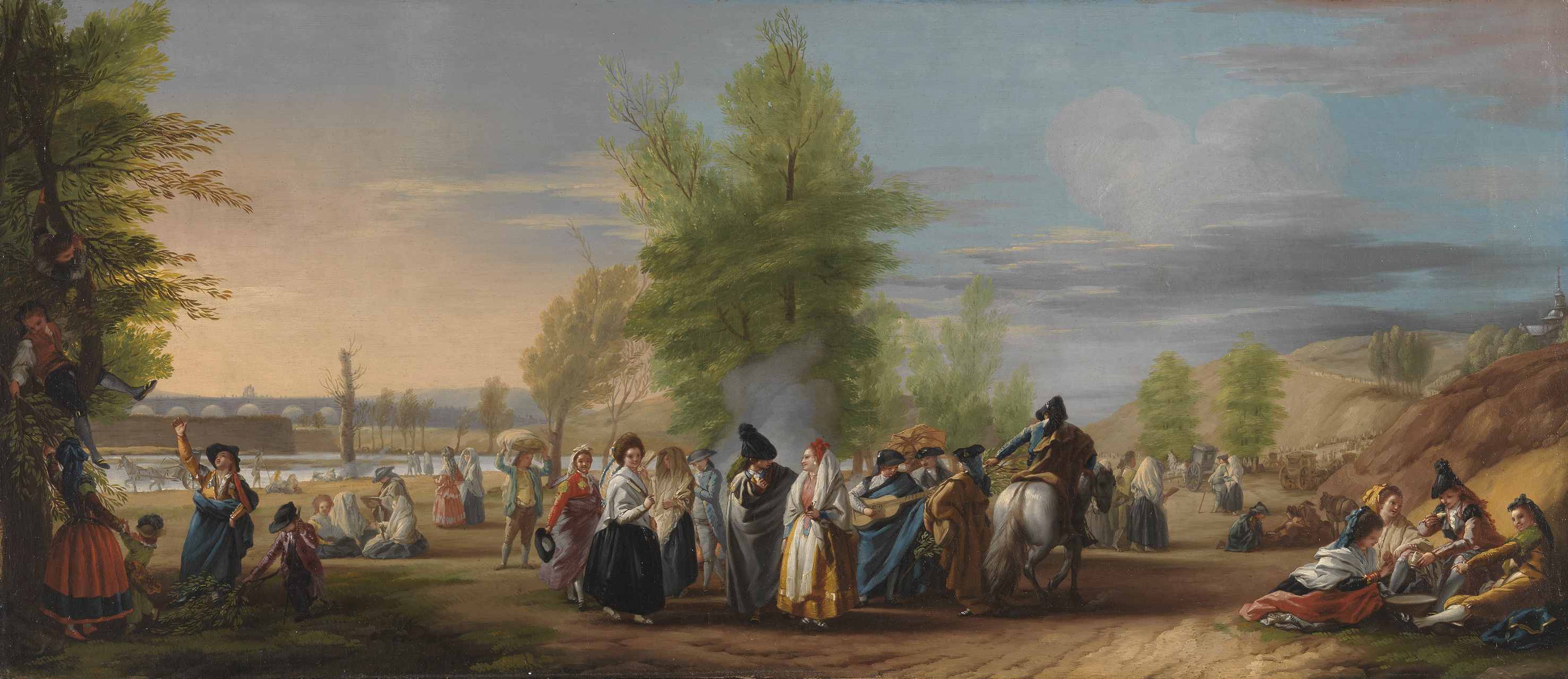
La pradera de San Isidro, 1785. Óleo sobre lienzo, 49 x 99,5 cm. Museo del Prado

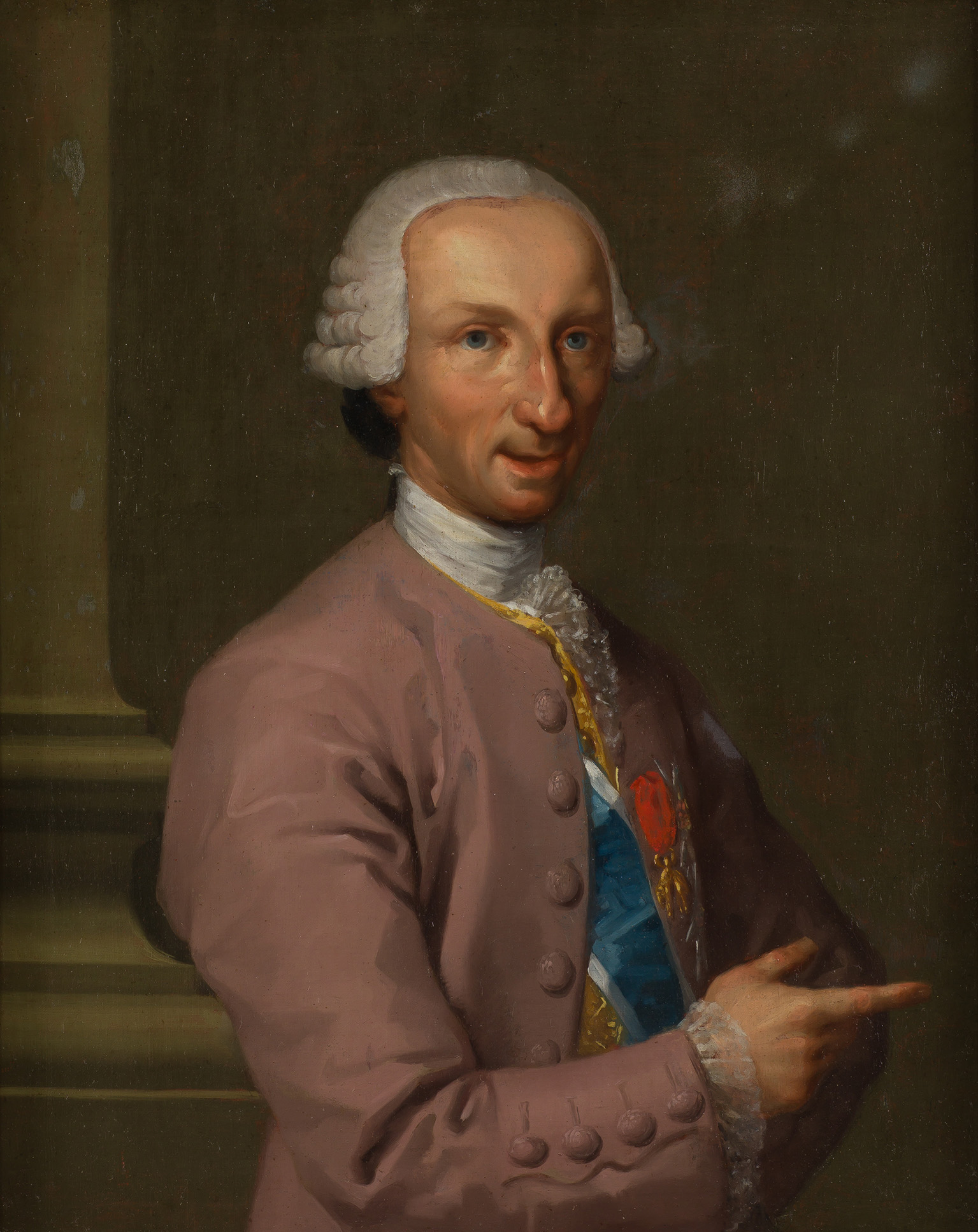
Retrato de Carlos III con traje de corte. Óleo sobre lienzo, 78,5 x 61,5 cm. Colección privada. Obra de reciente atribución a Castillo, anteriormente relacionada con el círculo de Mengs.

Se incorporó de inmediato, como pintor de cartones, a la Real Fábrica de Tapices de Santa Bárbara. Esta sería, en lo sucesivo, su principal dedicación, con leves incursiones a la pintura religiosa, como el Abrazo de Santo Domingo y San Francisco (1783), en la iglesia de San Francisco el Grande, o la ilustración de libros, que conocemos por sus dibujos para la edición del Quijote grande de Ibarra de 1780, grabados por Manuel Salvador Carmona y Fernando Selma.
El 6 de marzo de 1785 fue elegido Académico de mérito de la de San Fernando, pero fracasó en su ilusión de ser nombrado pintor del rey. También intento ser director de la Fábrica de Tapices, con el apoyo del Conde de Floridablanca, pero se opuso Ramón Bayeu, en alta consideración en la Corte. Poco después de la muerte de este lo intentó de nuevo como pintor real, elevando un memorial junto a otros artistas de la época, sin conseguirlo.

## Obra
Castillo es reivindicado por su delicadeza, su elegancia, su grato y acompasado color, su siempre impecable dibujo. En algunos casos se le considera más propio de las corrientes europeas que de la española, representada por Goya y los hermanos Bayeu, sobre todo Ramón y Francisco. Destacan sus cartones para tapices, algunos de enorme tamaño, en los museos Municipal y del Romanticismo de Madrid, y en el Ministerio de Educación (El jardín del Buen Retiro, El estanque del Buen Retiro, La pradera de San Isidro, etc). Además en la Real Academia de Bellas Artes de San Fernando y pintados por recomendación de Antonio Ponz para difundir los tesoros españoles por medio de grabados estampados en la Calcografía Nacional, se conservan los bocetos ejecutados por Castillo y grabados por Juan Barcelón de los Trabajos de Hércules, hoy desaparecidos, pintados al fresco por Luca Giordano para la decoración mural del Salón de Reinos del Palacio del Buen Retiro.